# سری هرین (ورزشکار)
سری هرین (اوکراینی: Гринь Сергій Михайлович؛ زادهٔ ۲۷ دسامبر ۱۹۸۱) ورزشکار روئینگ اهل اوکراین است.
وی در مسابقات کشوری و بین‌المللی در مجموع برندهٔ ۱ مدال طلا، ۱ مدال نقره، ۵ مدال برنز شده‌است.